# 양하오란
양하오란(중국어 간체자: 杨皓然, 정체자: 楊皓然, 병음: Yáng Hàorán, 한자음: 양호연, 1996년 2월 22일~)은 중화인민공화국의 사격 선수로 주 종목은 소총이다. 2020년 하계 올림픽 10m 공기소총 혼성 단체전 금메달을 획득했고 10m 공기소총 개인전에서 동메달을 획득했다.